# La valle dell'Eden (romanzo)
La valle dell'Eden (East of Eden) è un romanzo del vincitore del Premio Nobel per la letteratura John Steinbeck, pubblicato nel settembre 1952.
Spesso descritta come l'opera più ambiziosa dell'autore, tratta delle intricate faccende di due famiglie, i Trask e gli Hamilton.
Il libro era stato originariamente dedicato da Steinbeck ai due figli, Thom e John (allora rispettivamente di 6 e 4 anni). Steinbeck voleva descrivere loro la Salinas Valley molto dettagliatamente: i panorami, i suoni, gli odori, i colori.
Si dice che la famiglia Hamilton della storia sia stata ispirata dalla vera famiglia di Samuel Hamilton, nonno materno di Steinbeck. Inoltre, un personaggio minore nel romanzo è un giovane John Steinbeck, che ebbe a dichiarare: "Penso che tutto ciò che ho scritto è stato, in qualche modo, di preparazione a questo."

## Trama
La storia è ambientata principalmente nella valle di Salinas, in California, tra l'inizio del XX secolo e la fine della prima guerra mondiale, anche se alcuni capitoli sono ambientati nel Connecticut e nel Massachusetts, con rimandi alla Guerra civile americana.
All'inizio del libro, prima di introdurre i suoi personaggi, Steinbeck stabilisce attentamente l'ambientazione con una descrizione della Valle di Salinas nella California centrale.
Quindi descrive la storia dell'agricoltore ed inventore Samuel Hamilton, e di sua moglie Liza, immigrati dall'Irlanda, la loro storia e quella dei loro nove figli su un pezzo di terra sterile. Mentre i bambini di Hamilton iniziano a crescere e ad abbandonare il nido, un ricco estraneo, Adam Trask, acquista il miglior ranch della Valle.
La vita di Adam è vista in un lungo e intricato flashback. Vediamo la sua infanzia travagliata in una fattoria nel Connecticut e il trattamento brutale che ha subito dal suo fratellastro più giovane, ma più forte, Charles. Il padre di Adam e Charles, Cyrus, era un veterano della guerra civile dell'Unione che era stato ferito nella sua prima battaglia e non era tornato in servizio ed era poi diventato consigliere militare a Washington.
Da giovane, Adam si arruolò nell'esercito, quindi si diede al vagabondaggio, per il quale fu anche arrestato, fuggì dai lavori forzati e rapinò un negozio per avere degli abiti con cui non dare nell'occhio. Quando torna alla fattoria - dopo aver chiesto ed ottenuto del denaro da Charles per poter tornare a casa - spedisce i soldi al negoziante che era stato defraudato. Scopre che Cyrus è morto e ha lasciato cinquantamila dollari a ognuno dei suoi figli. Tuttavia, Charles è roso dal dubbio che suo padre non si sia guadagnato il denaro onestamente.
Una storia parallela tratta di una ragazza di nome Cathy Ames che cresce in una città non lontana dalla fattoria di Adam e Charles. Cathy è descritta come "un'anima deforme"; è cattiva e si delizia nell'usare e distruggere gli altri. Una sera lei se ne va via da casa sua dopo averle dato fuoco, uccidendo entrambi i genitori. Diventata l'amante di un magnaccia, quest'ultimo la picchia brutalmente dopo essersi reso conto che lei lo stava usando e l'abbandona moribonda sulla porta di casa di Adam e Charles. Costui capisce subito l'indole della donna, mentre Adam si innamora follemente di lei e la sposa. Comunque, ad insaputa di Adam, Cathy seduce Charles e rimane incinta di due gemelli, non sapendo chi sia il vero padre. Tenta di abortire con un ferro da calza, ma fallisce.
Adam - appena sposato e neo-ricco - si stabilisce in California nella Valle di Salinas con la moglie Cathy incinta, vicino al ranch degli Hamilton. Cathy non vuole essere madre, né rimanere a vivere in California. Sebbene abbia avvertito Adam di non voler andare in California, e abbia intenzione di andarsene appena sia in grado di farlo, Adam la zittisce dicendo: "Sciocchezze!".
Poco dopo aver dato alla luce due gemelli, fa le valigie e tenta di andarsene. Spara al marito che sta cercando di impedirglielo, colpendolo a una spalla e fugge di casa. Adam si riprende, ma cade in una profonda depressione. Il suo cuoco cantonese Lee, e Samuel, aiutano Adam a crescere i figli Aron e Caleb, chiamati con nomi di personaggi della Bibbia.
Lee, Adam e Samuel hanno lunghi colloqui filosofici, in particolare sulla storia di Caino e Abele, e sulla possibilità di scelta che Dio ha dato all'umanità. Lee racconta di come ha scoperto, parlando con i suoi dotti parenti della Chinatown di San Francisco, che il termine ebraico timshel, che assumerà un significato decisivo nel romanzo, significa "tu puoi", nel senso che l'umanità non è né costretta a perseguire la santità, né destinata a peccare, bensì è in grado di decidere autonomamente quale cammino intraprendere. 
Nel frattempo Cathy è diventata una prostituta nel più rispettabile bordello di Salinas. Ora si chiama "Kate Albey" e riesce subdolamente ad ingraziarsi la tenutaria, ad ucciderla, nonché ad ereditare il locale. È lei a trasformare la "casa" in un luogo sordido in cui si pratica il sadismo.
Dopo la morte, per cause naturali, di Charles, Adam le fa visita per darle una somma di denaro destinatale dal fratello appena deceduto, ma lei lo rifiuta sdegnosamente, mostrando ad Adam delle foto di alcuni "clienti", tra i più rispettati della città.
I figli di Adam, Aron e Caleb ("Cal") - evocanti i biblici Caino ed Abele - crescono ignari dell'attuale situazione della madre. Sono agli antipodi: Aron è virtuoso e possiede un forte senso del dovere, Cal è ribelle e selvaggio. Sin da ragazzino, Aron conosce una ragazza di nome Abra Bacon, di famiglia benestante, e si innamorano. Nonostante le dicerie che circolano in città, i gemelli non sanno che la loro madre è Kate.
Adam investe tutti i propri risparmi in un’attività imprenditoriale azzardata, e perde tutto. I due ragazzi, in particolare Aron, sono affranti nel constatare che il loro padre è diventato l'oggetto di scherno preferito in città degli adulti e - quel che pesa loro di più - dei loro coetanei.
Alla fine della scuola superiore, Cal decide di darsi all'agricoltura, mentre Aron si iscrive all'Università di Stanford con l'intenzione di diventare un pastore protestante, con soddisfazione del padre. Cal inizia a girovagare irrequieto per la città in piena notte e scopre che la madre non è morta, come raccontato dal padre, bensì è la tenutaria di una casa di tolleranza. Quando riesce ad incontrarla, lei gli dice malevolmente che loro due sono uguali.
Cal, allora, decide di "comprarsi l'amore del padre" mettendosi in affari con il figlio di Samuel, Will. L'obiettivo è approfittare dello scoppio della prima guerra mondiale per vendere fagioli, coltivati nella valle di Salinas, alle nazioni europee, bisognose di derrate alimentari. Gli attesi enormi profitti avrebbero permesso, così, un risarcimento del fallimento paterno. Gli affari vanno a gonfie vele e Cal decide di fare un regalo al padre (15.000 dollari) durante la festa per il giorno del ringraziamento.
Nel frattempo Aron ritorna dall'università per le vacanze. Aron ha deciso di abbandonare gli studi, ma non ha avuto ancora il coraggio di dirlo al padre. Nel timore che Aron possa guastare la festa, Cal decide di giocare d'anticipo e, durante la cena, consegna il denaro al padre, convinto che sarà orgoglioso di lui. Al contrario, non solo Adam rifiuta il denaro ma, addirittura lo rimprovera per aver sfruttato contadini ed operai per arricchirsi, e gli intima di restituirlo. Adam ribadisce la sua ammirazione per Aron, dicendo che il denaro è nulla a confronto con ciò che il pio fratello sta facendo.
In un accesso di rabbia misto a gelosia, Cal conduce Aron dalla loro madre, sapendo che quest'ultimo ci sarebbe rimasto malissimo. Infatti, Aron si rende subito conto con chi ha a che fare e si ritrae da lei con disgusto. Distrutta dall'odio nei confronti di se stessa, Kate decide di lasciare tutti i suoi beni ad Aron e si suicida.
Crollandogli il mondo addosso, Aron si arruola nell'esercito degli Stati Uniti, e parte per l'Europa in guerra. Muore in battaglia e Adam, apprendendo la notizia dall'amico-cuoco Lee, subisce un ictus.
Cal, che aveva iniziato una relazione con l'ex fidanzata idealizzata di Aron, Abra, le chiede di andarsene assieme con lui da qualche parte. Lei, invece, lo persuade a tornare a casa. 
Il romanzo termina con Lee accanto al letto di Adam morente che supplica quest'ultimo di perdonare l'unico figlio che gli è rimasto. Adam risponde perdonando Cal senza usare parole, eccetto timshel, dando a Cal la scelta di spezzare il circolo e sconfiggere il peccato.

## Tematiche
L'opera esplora temi differenti come depravazione, carità, amore, la battaglia per essere accettati, quella per la grandezza, la capacità di autodistruzione ma specialmente la colpevolezza e la libertà. L'autore lega insieme tutti questi argomenti, facendo anche riferimenti e parallelismi al libro della Genesi.
L'ispirazione per questo romanzo gli venne proprio da quel quarto capitolo, versetti 1-16, che racconta la storia di Caino e Abele. Lo stesso titolo originale, East of Eden, è tratto letteralmente dal 16º verso della Genesi, nell'edizione fatta pubblicare da Re Giacomo I d'Inghilterra. In particolare, il termine timshel, che in alcune edizioni della Bibbia è indicato come un dovere dell'uomo, sarebbe in realtà la possibilità di scegliere di dominare il male.
L'allusione a Caino e Abele è ulteriormente confermata dalle iniziali dei due fratelli Trask, Charles e Adam, così come Caleb e Aron.
Ci sono però alcune differenze: nella Genesi, infatti, è Caino a diventare vagabondo; ne La valle dell'Eden, sarà invece Adam a spendere un po' di tempo vagabondando.

## Adattamenti teatrali, cinematografici e tv
- Il libro è stato adattato per il cinema nel 1955, con il film La valle dell'Eden di Elia Kazan, che ha a che fare con la seconda parte del libro;
- Nel 1981 è andata in onda una miniserie tv, più fedele al romanzo;
- Nel 1996 Takarazuka Revue, compagnia teatrale femminile giapponese, adattò il romanzo per un musical.

## Citazioni
- Ha il dono di una fedeltà rassegnata senza speranza di ricompensa. Forse è un uomo molto migliore di quanto noi ci potremmo mai sognare di essere. (Samuel Hamilton)
- Quando uno dice di non voler parlare di qualcosa, di solito vuol dire che non si può pensare ad altro. (Samuel Hamilton)

## Edizioni
- La Valle dell'Eden (titolo originale: East of Eden), trad. Giulio De Angelis, Collana I Libri del Pavone n.50, pp. 675, Arnoldo Mondadori Editore, Milano, I ed. 1954 - 1962
- La Valle dell'Eden, Collana Oscar settimanali n. 49, Mondadori, Milano, 3 voll., I ed. 1965-1966
- La Valle dell'Eden, a cura di E. Albertini, Collana Oscar narrativa n.328, Mondadori, Milano, I ed. 1971 - XII ed. 1986 ISBN 978-88-04-09461-6
- La Valle dell'Eden, Collana Classici Moderni n.100, Oscar Mondadori, Milano, I ed. 1994 - 2001 ISBN 978-88-04-39291-0
- La Valle dell'Eden, trad. di Maria Baiocchi e Anna Tagliavini, introduzione di Luigi Sampietro, Collana I Grandi Tascabili, Bompiani, Milano, I ed. ottobre 2014, ISBN 978-88-452-7406-0